# Berlin (band)

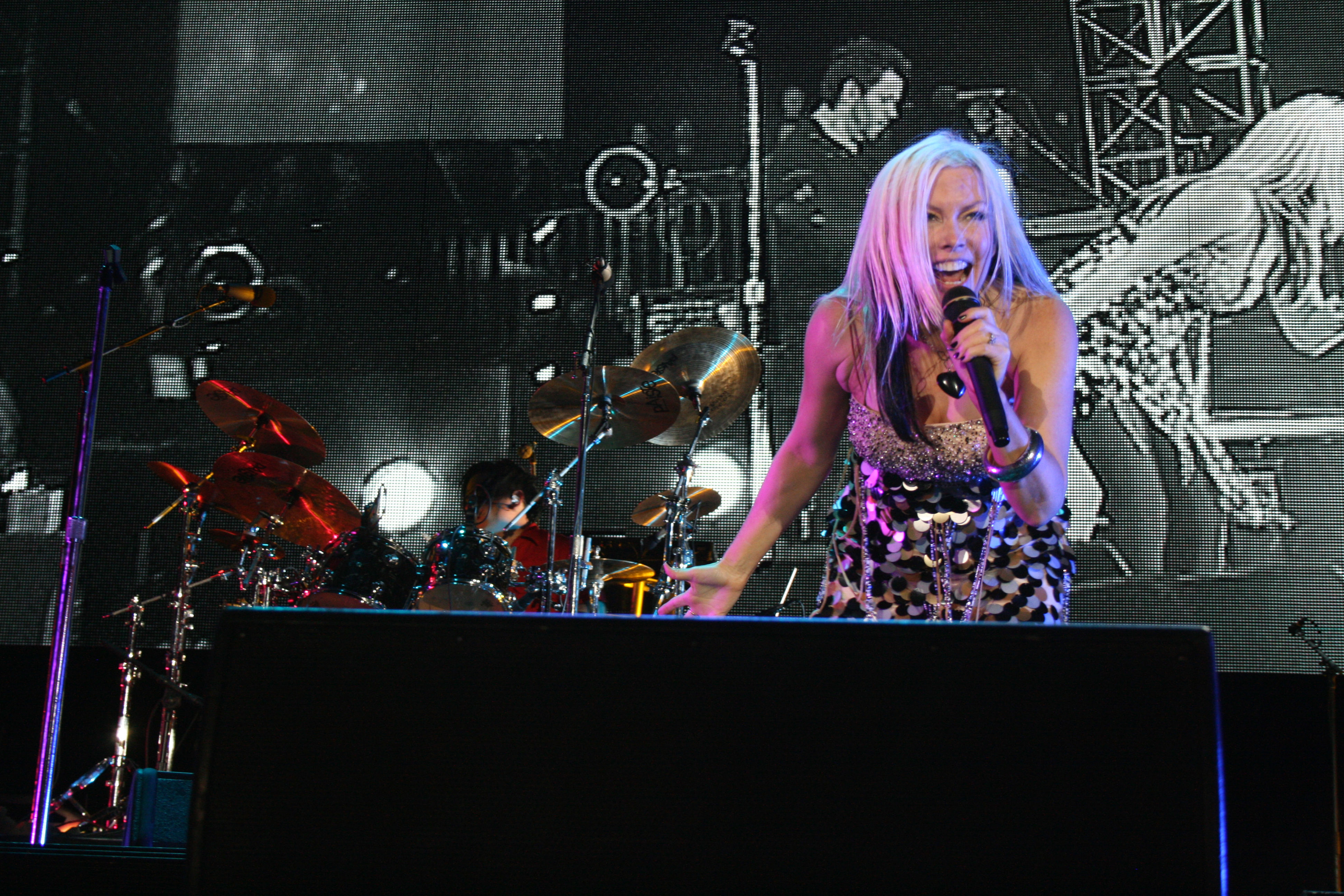
Berlin (voorgrond: Terri Nunn)

Berlin was een Amerikaanse popgroep uit Los Angeles die vooral bekend werd van de hit Take My Breath Away uit 1986. Dit nummer, afkomstig van de soundtrack van de film Top Gun werd in veel landen, waaronder in de Nederlandse Top 40, een nummer 1-hit. In de Nationale Hitparade bereikte de plaat de 2e positie. Ook in de destijds Europese hitlijst op Radio 3, de TROS Europarade, werd de nummer 1-positie bereikt.
Een andere hit die de groep scoorde was Like Flames. Deze plaat was op donderdag 18 december 1986 TROS Paradeplaat op Radio 3. De kernleden waren Terri Nunn (zang), John Crawford (keyboards) en David Diamond (keyboards).

## Discografie

### Albums
| Album met eventuele hitnotering(en) in de Nederlandse Album Top 100 | Datum van verschijnen | Datum van binnenkomst | Hoogste positie | Aantal weken | Opmerkingen |
| ------------------------------------------------------------------- | --------------------- | --------------------- | --------------- | ------------ | ----------- |
| Count three and pray                                                | 1987                  | 31-01-1987            | 24              | 10           |             |

### Singles
| Single met eventuele hitnotering(en) in de Nederlandse Top 40 | Datum van verschijnen | Datum van binnenkomst | Hoogste positie | Aantal weken | Opmerkingen                                                 |
| ------------------------------------------------------------- | --------------------- | --------------------- | --------------- | ------------ | ----------------------------------------------------------- |
| Take My Breath Away                                           | 1986                  | 27-09-1986            | 1(1wk)          | 12           | Veronica Alarmschijf Radio 3 / #2 in de Nationale Hitparade |
| Like Flames                                                   | 1986                  | 17-01-1987            | 14              | 8            | TROS Paradeplaat Radio 3 / #17 in de Nationale Hitparade    |

### NPO Radio 2 Top 2000
| Nummer met noteringen in de NPO Radio 2 Top 2000 | '99 | '00 | '01 | '02 | '03  | '04  | '05  | '06  | '07  | '08  | '09-'11 | '12  | '13  | '14  | '15  | '16 | '17  | '18  |
| ------------------------------------------------ | --- | --- | --- | --- | ---- | ---- | ---- | ---- | ---- | ---- | ------- | ---- | ---- | ---- | ---- | --- | ---- | ---- |
| Take My Breath Away                              | 647 | 734 | 646 | 760 | 1198 | 1038 | 1660 | 1592 | 1479 | 1328 | -       | 1904 | 1986 | 1787 | 1945 | -   | 1827 | 1930 |

1. ↑  Een '-' betekent dat het nummer niet was genoteerd en een vetgedrukt getal geeft de hoogste notering aan.
2. ↑  Deze tabel is bijgewerkt tot en met de laatste editie (2024).